# 古沼貞雄
古沼 貞雄（こぬま さだお、1939年4月25日 - ）は、東京都出身のサッカー指導者。

## 人物
東京都立江戸川高等学校を経て、日本大学文理学部体育専修を卒業後、1964年に体育教諭として帝京高校に赴任。
1965年からサッカー部監督に就任し、高校選手権6回、高校総体3回の計9回の全国制覇に導いた。
帝京では木梨憲武ら、数々の部員を指導していた。
本人はサッカーの経験はなかった。
2003年限りで一線を退き、2004年はサッカー部部長、2005年からはJリーグ・東京ヴェルディのアドバイザーに就任。育成・普及面でのサポートを行っている。
2007年に流通経済大学付属柏高等学校、2008年からは矢板中央高等学校でも指導する。
高校サッカー界では浦和南の松本暁司監督、国見の小嶺忠敏監督と並び称され、一時代を築く。

## 指導経歴
- 帝京高校
  - 監督 1965 - 2003
  - 部長 2004
- 東京ヴェルディ：アドバイザー 2005 -
- 流通経済大学柏高等学校：コーチ 2007
- 矢板中央高等学校：アドバイザー 2008 -

## 獲得タイトル
- 全国高等学校サッカー選手権大会：優勝6回
  - 優勝：1974年、1977年、1979年、1983年、1984年、1991年
- 全国高等学校総合体育大会サッカー競技大会：優勝3回
  - 優勝：1976年、1982年、2002年